# Sinornithosaurus
Sinornithosaurus (naziv nastao kombinacijom grčkih i latinskih riječi, u prijevodu "Kineska ptica-gušter") je rod pernatih dinosaura iz perioda rane krede; nastanjivali su područje formacije Yixian u Kini. Bio je peti dinosaur s perjem otkriven do 1999. godine. Prvi primjerak je pronađen na lokalitetu Sihetun u zapadnom Liaoningu. Stijene u kojima je pronađen (naslage Jianshangou u formaciji Yixian) su stare oko 124,5 milijuna godina. Još nekoliko primjeraka pronađeno je u mlađim naslagama Dawangzhangzi, starim 122 milijuna godina.
Xu Xing je opisao Sinornithosaurusa i izveo filogenetsku analizu koja je pokazala da je on primitivan (bazalan) dromeosaur. Također je pokazao da su strukture glave i ramena vrlo slične istima kod Archaeopteryxa i pripadnika Avialae. Te dvije činjenice zajedno dokazuju da su najraniji dromeosauri bili sličniji pticama nego kasniji dromeosauri. Također se protivi jednom argumentu kritičara evolucije ptica od dinosaura, naime da su ptice nastale prije nego što su se dromeosauridi slični pticama uopće pojavili.
Sinornithosaurus je bio jedan od najmanjih dromeosaurida, dug samo 90 cm.

## Opis

### Perje
Primjerci Sinornithosaurusa imali su očuvane otiske perja. Ono se sastojalo od filamenata i imalo dvije osobine koje ukazuju na to da je to zaista rano perje. Prvo, nekoliko filamenata bilo je skupljeno zajedno u čuperke, strukture slične paperju. Drugo, jedan red filamenata bio je skupljen u glavni stručak (rachis), pa je perje bilo slično normalnom ptičjem perju. Međutim, ono nije imalo sekundarno grananje i malene kukice koje postoje kod perja današnjih ptica.

### Boja
Jedno istraživanje provedeno 2010. godine, u kojem su analizirane sitne ćelijske strukture kod očuvanih primjeraka Sinornithosaurusa, pokazalo je da je on vjerojatno imao šareno perje, čija je boja varirala zavisno od područja tijela na kojem se nalazilo.

## Klasifikacija
Sinornithosaurus je bio pripadnik porodice Dromaeosauridae, grupe brzih i okretnih grabežljivaca s upadljivom pandžom u obliku srpa, u koju također spadaju Deinonychus i Utahraptor. Vrsta S. millenii živjela je prije oko 125 milijuna godina u periodu rane krede, pa tako spada u najranije i najprimitivnije dromeosauride pronađene do sada. Fosili vrste S. haoiana i mogući dodatni primjerak roda Sinornithosaurus (NGMC 91) pronađeni su u mlađim slojevima, starim 122 milijuna godina. Prisustvo perja kod Sinornithosaurus je konzistentno s prisustvom perja kod drugih dromeosaurida.
Sinornithosaurus je poznat iz barem dvije vrste. S. millenii ("milenijska kineska ptica-gušter") je tipična vrsta i opisana je 1999. godine. Drugu vrstu, S. haoiana ("Haova kineska ptica-gušter") su 2004. godine opisali Liu et al. na osnovu novog primjerka, D2140, koji se od vrste S. millenii razlikovao po osobinama lubanje i kukovlja. Za jednog izuzetno dobro očuvanog primjerka, nazvanog "Dave" (NGMC 91) smatra se da možda predstavlja jednu vrstu roda Sinornithosaurus, te da je možda mladunac. Međutim, filogenetske analize pokazale su da je NGMC 91 zapravo u bližem srodstvu s rodom Microraptor.

## Otkriće i primjerci
Sinornithosaurusa su otkrili Xu Xing, Wang Xiaolin i Wu Xiaochun s Instituta paleontologije kralježnjaka i paleoantropologije u Pekingu. U provinciji Liaoning (Kina) pronađen je jedan gotovo potpun primjerak s otiscima perja; na istoj, izuzetno bogatoj lokaciji (formacija Yixian), još prije toga pronađena su četiri pernata dinosaura: Protarchaeopteryx, Sinosauropteryx, Caudipteryx i Beipiaosaurus. Holotipni primjerak je IVPP V12811, u kolekciji Instituta paleontologije kralježnjaka i paleoantropologije u Pekingu, Kina.

## Paleobiologija

### Otrovni ujed?
Tim znanstvenika pod vodstvom Empu Gonga je 2009. godine pregledao jednu vrlo dobro očuvanu lubanju Sinornithosaurusa i primijetili su nekoliko osobina koje ukazuju na to da je on zapravo bio prvi identificirani otrovni dinosaur. Gong i kolege su primijetili da su neobično dugi zubi srednjeg dijela čeljusti, vrlo slični očnjacima, imali nazubljenja na svojoj površini, prema stražnjem dijelu zuba, što se može naći samo kod otrovnih životinja. Također su interpretirali šupljine u čeljusnoj kosti iznad tih zuba kao moguće mjesto za žlijezde koje su lučile otrov. Gong i kolege su pretpostavili da te jedinstvene osobine ukazuju na to da je Sinornithosaurus bio specijaliziran za lov na malene životinje poput ptica i da bi im ugrizom uštrcao otrov i omamio ih, slično kao današnje zmije. Također su pretpostavili da su kratki zubi u prednjem dijelu čeljusti, koji su bili lagano okrenuti prema naprijed, služili za kidanje perja s ubijenih ptica.
Međutim, jedan drugi tim je 2010. godine objavio članak koji baca sumnju na tvrdnje da je Sinornithosaurus bio otrovan. Napomenuli su da zubi s nazubljenjima nisu jedinstvene za ovaj rod, već se mogu naći kod mnogih drugih teropoda, uključujući i dromeosauride. Također su dokazali da zubi nisu bili tako dugi kao što su Gong i njegov tim tvrdili, već da su ispali iz svojih udubljenja, što se često dešava kada se fosil zgnječi ili razlomi. Osim toga, nisu mogli nezavisno potvrditi prisustvo takozvanih šupljina za žlijezde koje luče otrov već su našli samo sinuse, što je normalno.
U istom broju časopisa, Gong i njegov tim su objavili članak u kojem opovrgavaju svoja otkrića iz istraživanja iz 2010. godine. Priznali su da su nazubljeni zubi bili česti među teropodima (ali su pretpostavili da su bili prevalentni samo kod maniraptora s perjem) i hipotezirali su da je posjedovanje žlijezda koje luče otrov primitivna osobina za sve arhosaure, ako ne i sve gmazove, i da je zadržana kod nekih linija dinosaura. Međutim, porekli su tvrdnju da su zubi kod holotipnog primjerka Sinornithosaurusa bili izvan svojih udubljenja, ali su priznali i da nisu bili u sasvim prirodnom položaju. Gong je također tvrdio da su neki neopisani primjerci imali zube spojene s čeljusti, ali su opet bili slične dužine.

### Aktivnost
Usporedbe između koštanih prstena u očima Sinornithosaurusa i današnjih ptica pokazale su da je bio aktivan tijekom dana u kratkim intervalima.

## Vanjske poveznice
- Wang, L. 10. ožujka 2001. Fosil dinosaura sa strukturama sličnim perju. Science News. Inačica izvorne stranice arhivirana 16. srpnja 2007. Pristupljeno 30. prosinca 2011.
- Sinornithosaurus na DinoData